# Expedição Antárctica Sueca

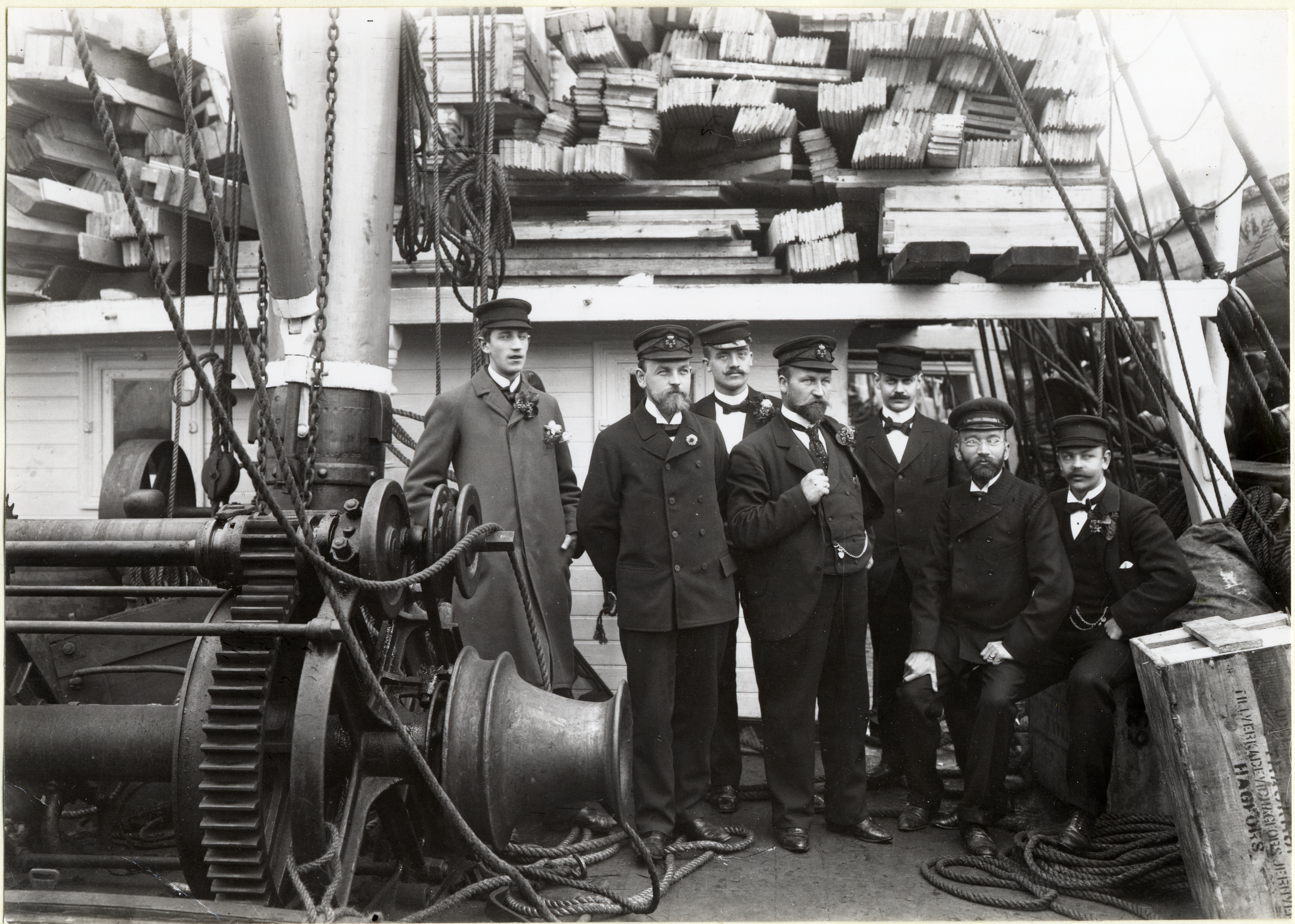
Tripulação a bordo da Antártida em outubro de 1901: Carl Skottsberg, Otto Nordenskjöld, Karl Andersson, Carl Anton Larsen, Erik Ekelöf, Axel Ohlin e Gösta Bodman

A Expedição Antártica Sueca de 1901-1903 foi uma expedição científica liderada por Otto Nordenskjöld e Carl Anton Larsen. Foi o primeiro esforço sueco para a Antártida na Era Heroica da Exploração Antártica.

## Antecedentes
Otto Nordenskjöld, geólogo e geógrafo sueco, organizou e liderou uma expedição científica da Península Antártica. O comando geral da expedição foi colocado sob o norueguês Carl Anton Larsen, um experiente explorador antártico que serviu como capitão da Antártida e que já havia comandado uma missão de reconhecimento baleeiro em 1892-1893. Sete outros cientistas, incluindo o arqueólogo Johan Gunnar Andersson, o botânico Carl Skottsberg e o zoólogo Axel Ohlin, juntamente com 16 oficiais e soldados, juntaram-se a eles na viagem. Em 16 de outubro de 1901, o Antarctic deixou o porto de Gotemburgo.

## Eventos

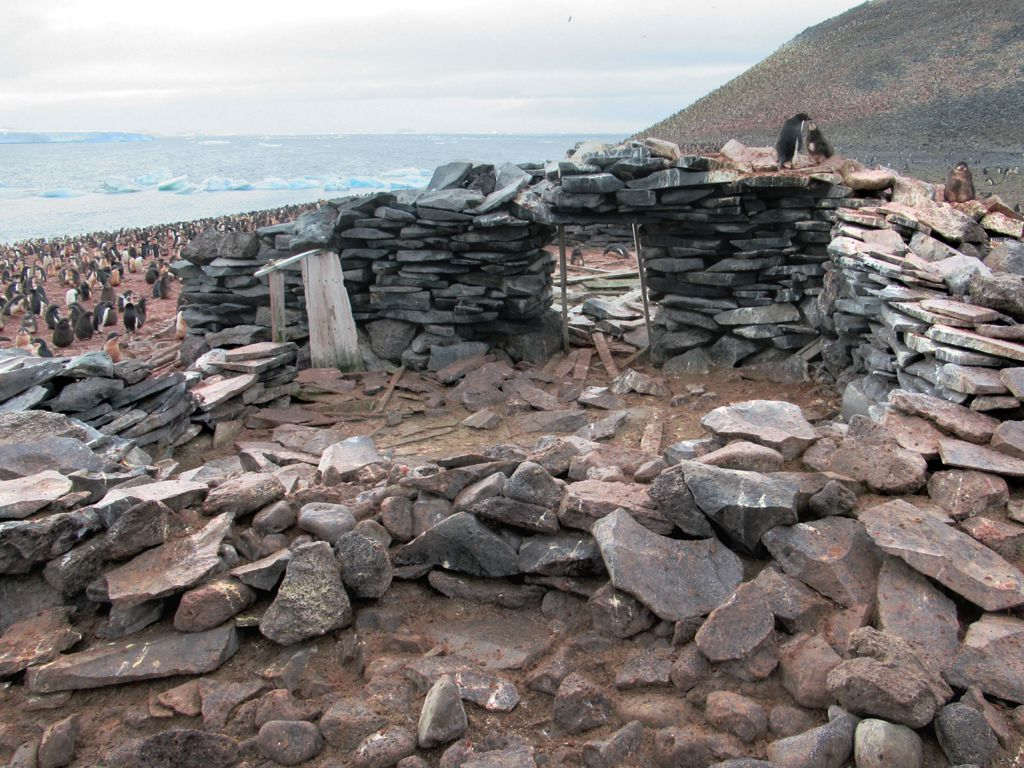
Em 1903, 20 náufragos suecos e um gato da expedição Otto Nordenskjöld foram forçados a passar o inverno nesta cabana de pedra na Ilha Paulet, na Antártica.

Apesar de seu fim e das grandes dificuldades enfrentadas, a expedição seria considerada um sucesso científico, com as partes explorando grande parte da costa leste de Graham Land, incluindo Cape Longing, ilha James Ross, o grupo de ilhas Joinville e o Arquipélago de Palmer. A expedição, que também recuperou valiosas amostras geológicas e de animais marinhos, rendeu a Nordenskjöld fama duradoura em casa, mas seu enorme custo o deixou muito endividado.
Duas ilhas antárticas importantes estão associadas à expedição: Ilha Snow Hill, onde Nordenskjöld e cinco de seus colegas passaram dois invernos - um deles planejado e o segundo forçado pelo naufrágio do Antarctic - e Paulet Island, onde a tripulação do Antarctic ficaram presos de fevereiro a novembro de 1903. A expedição foi resgatada pelo navio da marinha argentina Uruguay.

### Ilha Snow Hill
A caminho da Ilha Snow Hill em 1901, Nordenskjöld passou por Buenos Aires, onde o governo argentino lhe deu suprimentos e outras assistências com a condição de incluir em sua festa de invernada um jovem oficial da marinha argentina, o tenente José María Sobral. O artista americano Frank Wilbert Stokes também se juntou à expedição e passou dois anos com Nordenskjöld em Ilha Snow Hill. Em 1903, o governo argentino organizou um esforço de resgate com a corveta ARA Uruguay, que trouxe de volta com sucesso todos os membros sobreviventes do partido Nordenskjöld.

### Ilha Paulet
Depois que seu navio afundou, esmagado pelo gelo a cerca de 40 km de distância, os 20 homens da Antártida desembarcaram na Ilha Paulet em seu bote salva-vidas e construíram uma robusta cabana de pedra com paredes duplas cujos restos são claramente visíveis hoje. Além dos suprimentos limitados que trouxeram da Antártida, eles sobreviveram com os cerca de mil pinguins que mataram, bem como os ovos das aves.